# فرازر ماكهيو
فرازر ماكهيو (بالإنجليزية: Frazer McHugh)‏ هو لاعب كرة قدم بريطاني في مركز الوسط، ولد في 14 يوليو 1981 في نوتنغهام في المملكة المتحدة. لعب مع برادفورد سيتي وسويندون تاون ونادي تاموورث ونوتس كاونتي.

## وصلات خارجية
- فرازر ماكهيو على موقع قاعدة بيانات كرة القدم.إي يو (الإنجليزية)
- فرازر ماكهيو على موقع Soccerbase.com (لاعب) (الإنجليزية)